# Diogenesia amplectens
Diogenesia amplectens là một loài thực vật có hoa trong họ Thạch nam. Loài này được (Sleumer) Sleumer mô tả khoa học đầu tiên năm 1941.